# Plavání na mistrovství Evropy v plaveckých sportech 1995
Závody v plavání na mistrovství Evropy v plaveckých sportech za rok 1995 proběhly ve Vídni, Rakousko ve dnech 17. až 27. srpna 1995.

## Výsledky

### Individuální disciplíny
| Muži                 | Zlato                          | Zlato    | Stříbro                        | Stříbro  | Bronz                                            | Bronz    |
| -------------------- | ------------------------------ | -------- | ------------------------------ | -------- | ------------------------------------------------ | -------- |
| 50 m volný způsob    | Alexandr Popov (RUS)           | 22,25    | Christophe Kalfayan (FRA)      | 22,63    | Torsten Spanneberg (GER)                         | 22,66    |
| 100 m volný způsob   | Alexandr Popov (RUS)           | 49,10    | Torsten Spanneberg (GER)       | 49,67    | Björn Zikarsky (GER)                             | 50,23    |
| 200 m volný způsob   | Jani Sievinen (FIN)            | 1:48,98  | Anders Holmertz (SWE)          | 1:49,12  | Antti Kasvio (FIN)                               | 1:49,24  |
| 400 m volný způsob   | Steffen Zesner (GER)           | 3:50,35  | Paul Palmer (GBR)              | 3:50,43  | Anders Holmertz (SWE)                            | 3:51,01  |
| 1500 m volný způsob  | Jörg Hoffmann (GER)            | 15:11,25 | George Smith (GBR)             | 15:11,90 | Steffen Zesner (GER)                             | 15:20,46 |
| 100 m znak           | Vladimir Selkov (RUS)          | 55,48    | Jirka Letzin (GER)             | 56,24    | Stefaan Maene (BEL)                              | 56,32    |
| 200 m znak           | Vladimir Selkov (RUS)          | 1:58,48  | Nicolae Butacu (ROU)           | 1:59,96  | Adam Ruckwood (GBR)                              | 2:00,16  |
| 100 m motýlek        | Denis Pankratov (RUS)          | 52,32    | Denys Sylanťjev (UKR)          | 53,37    | Rafał Szukała (POL)                              | 53,45    |
| 200 m motýlek        | Denis Pankratov (RUS)          | 1:56,34  | Konrad Gałka (POL)             | 1:59,50  | Chris-Carol Bremer (GER)                         | 1:59,96  |
| 100 m prsa           | Frédérik Deburghgraeve (BEL)   | 1:01,12  | Károly Güttler (HUN)           | 1:01,38  | Andrej Kornějev (RUS)                            | 1:01,79  |
| 200 m prsa           | Andrej Kornějev (RUS)          | 2:12,62  | Károly Güttler (HUN)           | 2:12,95  | Frédérik Deburghgraeve (BEL)                     | 2:14,01  |
| 200 m polohový závod | Jani Sievinen (FIN)            | 1:58,61  | Attila Czene (HUN)             | 2:00,88  | Christian Keller (GER)                           | 2:02,24  |
| 400 m polohový závod | Jani Sievinen (FIN)            | 4:14,75  | Marcin Maliński (POL)          | 4:18,32  | Luca Sacchi (ITA)                                | 4:18,82  |
| Ženy                 | Zlato                          | Zlato    | Stříbro                        | Stříbro  | Bronz                                            | Bronz    |
| 50 m volný způsob    | Linda Olofssonová (SWE)        | 25,76    | Franziska van Almsicková (GER) | 25,80    | Angela Postmaová (NED)                           | 25,86    |
| 100 m volný způsob   | Franziska van Almsicková (GER) | 55,34    | Mette Jacobsenová (DEN)        | 56,02    | Karen Pickeringová (GBR)                         | 56,05    |
| 200 m volný způsob   | Kerstin Kielgaßová (GER)       | 2:00.56  | Malin Nilssonová (SWE)         | 2:01.35  | Mette Jacobsenová (DEN) Karen Pickeringová (GBR) | 2:01.52  |
| 400 m volný způsob   | Franziska van Almsicková (GER) | 4:08,37  | Carla Geurtsová (NED)          | 4:10,73  | Irene Dalbyová (NOR)                             | 4:13,44  |
| 800 m volný způsob   | Julia Jungová (GER)            | 8:36,08  | Jana Henkeová (GER)            | 8:36,68  | Irene Dalbyová (NOR)                             | 8:38,82  |
| 100 m znak           | Mette Jacobsenová (DEN)        | 1:02,46  | Cathleen Rundová (GER)         | 1:02,91  | Nina Živaněvská (RUS)                            | 1:03,06  |
| 200 m znak           | Krisztina Egerszegiová (HUN)   | 2:07,24  | Dagmar Haseová (GER)           | 2:10,60  | Cathleen Rundová (GER)                           | 2:10,98  |
| 100 m motýlek        | Mette Jacobsenová (DEN)        | 1:00,64  | Ilaria Tocchiniová (ITA)       | 1:01,13  | Cécile Jeansonová (FRA)                          | 1:01,15  |
| 200 m motýlek        | Michelle Smithová (IRL)        | 2:11,60  | Mette Jacobsenová (DEN)        | 2:12,29  | Sophia Skouová (DEN)                             | 2:13,31  |
| 100 m prsa           | Brigitte Becueová (BEL)        | 1:09,30  | Svitlana Bondarenková (UKR)    | 1:09,73  | Ágnes Kovácsová (HUN)                            | 1:10,77  |
| 200 m prsa           | Brigitte Becueová (BEL)        | 2:27,66  | Svitlana Bondarenková (UKR)    | 2:30,50  | Alicja Pęczaková (POL)                           | 2:30,59  |
| 200 m polohový závod | Michelle Smithová (IRL)        | 2:15,27  | Brigitte Becueová (BEL)        | 2:16,15  | Alicja Pęczaková (POL)                           | 2:17,42  |
| 400 m polohový závod | Krisztina Egerszegiová (HUN)   | 4:40,33  | Michelle Smithová (IRL)        | 4:42,81  | Cathleen Rundová (GER)                           | 4:46,22  |

### Štafety
| Muži                   | Zlato | Zlato   | Stříbro | Stříbro | Bronz | Bronz   |
| ---------------------- | --- | ------- | --- | ------- | --- | ------- |
| 4×100 m volný způsob   | Rusko (RUS) (Vladimir Predkin, Roman Ščegolev, Roman Jegorov, Alexandr Popov, (r)Vladislav Kulikov, (r)Vlad Pyšnenko)                                          | 3:18,84 | Německo (GER) (Christian Tröger, Christian Keller, Torsten Spanneberg, Björn Zikarsky, (r)Silko Günzel)              | 3:19,76 | Švédsko (SWE) (Lars Frölander, Christer Wallin, Fredrik Letzler, Anders Holmertz, (r)Håkan Karlsson)     | 3:21,07 |
| 4×200 m volný způsob   | Německo (GER) (Christian Keller, Oliver Lampe, Torsten Spanneberg, Steffen Zesner, (r)Chris-Carol Bremer, (r)Christian Tröger)                                 | 7:18,22 | Švédsko (SWE) (Christer Wallin, Anders Holmertz, Lars Frölander, Christoffer Eliasson, (r)Anders Forsberg)           | 7:19,95 | Itálie (ITA) (Massi Rosolino, Piermaria Siciliano, Emanuele Merisi, Emanuele Idini, (r)Alessandro Berti) | 7:20,96 |
| 4×100 m polohový závod | Rusko (RUS) (Vladimir Selkov, Andrej Kornějev, Denis Pankratov, Alexandr Popov, (r)Sergej Ostapčuk, (r)Roman Ivanovskij, (r)Denis Pimankov, (r)Roman Ščegolev) | 3:38,11 | Maďarsko (HUN) (Tamás Deutsch, Károly Güttler, Péter Horváth, Attila Czene, (r)Attila Zubor)                         | 3:40,88 | Německo (GER) (Tino Weber, Mark Warnecke, Fabian Hieronimus, Björn Zikarsky)                             | 3:41,55 |
| Ženy                   | Zlato | Zlato   | Stříbro | Stříbro | Bronz | Bronz   |
| 4×100 m volný způsob   | Německo (GER) (Franziska van Almsicková, Simone Osygusová, Kerstin Kielgaßová, Daniela Hungerová, (r)Meike Freitagová)                                         | 3:43,22 | Švédsko (SWE) (Louise Jöhnckeová, Louise Karlssonová, Linda Olofssonová, Ellenor Svenssonová, (r)Johanna Sjöbergová) | 3:45,21 | Spojené království (GBR) (Susan Rolphová, Claire Huddartová, Alexandra Bennettová, Karen Pickeringová)   | 3:46,89 |
| 4×200 m volný způsob   | Německo (GER) (Dagmar Haseová, Julia Jungová, Kerstin Kielgaßová, Franziska van Almsicková, (r)Jutta Rennerová)                                                | 8:06,11 | Nizozemsko (NED) (Carla Geurtsová, Kirsten Silvesterová, Minouche Smitová, Patricia Stokkersová)                     | 8:10,17 | Spojené království (GBR) (Victoria Hornerová, Claire Huddartová, Katja Goddardová, Alexandra Bennettová) | 8:14,31 |
| 4×100 m polohový závod | Německo (GER) (Cathleen Rundová, Jana Dörriesová, Julia Voitovitschová, Franziska van Almsicková, (r)Antje Buschschulteová, (r)Kerstin Kielgaßová)             | 4:09,97 | Maďarsko (HUN) (Krisztina Egerszegiová, Ágnes Kovácsová, Edit Klockerová, Gyöngyvér Lakosová)                        | 4:12,00 | Španělsko (ESP) (Ivette Maríaová, María Olayová, María Peláezová, Claudia Francová)                      | 4:12,52 |

## Medailová bilance
V plavání se rozdělilo celkem 32 sad medailí.
| Pořadí | Stát                     |       | Muži    | Muži  | Muži  |         | Ženy  | Ženy  | Ženy    |       | Muži + Ženy | Muži + Ženy | Muži + Ženy | Celkem |
| Pořadí | Stát                     | Zlato | Stříbro | Bronz | Zlato | Stříbro | Bronz | Zlato | Stříbro | Bronz |             |             |             | Celkem |
| ------ | ------------------------ | ----- | ------- | ----- | ----- | ------- | ----- | ----- | ------- | ----- | ----------- | ----------- | ----------- | ------ |
| 1.     | Německo (GER)            |       | 3       | 3     | 6     |         | 7     | 4     | 2       |       | 10          | 7           | 8           | 25     |
| 2.     | Rusko (RUS)              |       | 9       | 0     | 1     |         | 0     | 0     | 1       |       | 9           | 0           | 2           | 11     |
| 3.     | Belgie (BEL)             |       | 1       | 0     | 2     |         | 2     | 1     | 0       |       | 3           | 1           | 2           | 6      |
| 4.     | Finsko (FIN)             |       | 3       | 0     | 1     |         | 0     | 0     | 0       |       | 3           | 0           | 1           | 4      |
| 5.     | Maďarsko (HUN)           |       | 0       | 4     | 0     |         | 2     | 1     | 1       |       | 2           | 5           | 1           | 8      |
| 6.     | Dánsko (DEN)             |       | 0       | 0     | 0     |         | 2     | 2     | 2       |       | 2           | 2           | 2           | 6      |
| 7.     | Irsko (IRL)              |       | 0       | 0     | 0     |         | 2     | 1     | 0       |       | 2           | 1           | 0           | 3      |
| 8.     | Švédsko (SWE)            |       | 0       | 2     | 2     |         | 1     | 2     | 0       |       | 1           | 4           | 2           | 7      |
| 9.     | Ukrajina (UKR)           |       | 0       | 1     | 0     |         | 0     | 2     | 0       |       | 0           | 3           | 0           | 3      |
| 10.    | Spojené království (GBR) |       | 0       | 2     | 1     |         | 0     | 0     | 4       |       | 0           | 2           | 5           | 7      |
| 11.    | Polsko (POL)             |       | 0       | 2     | 1     |         | 0     | 0     | 2       |       | 0           | 2           | 3           | 5      |
| 12.    | Nizozemsko (NED)         |       | 0       | 0     | 0     |         | 0     | 2     | 1       |       | 0           | 2           | 1           | 3      |
| 13.    | Itálie (ITA)             |       | 0       | 0     | 2     |         | 0     | 1     | 0       |       | 0           | 1           | 2           | 3      |
| 14.    | Francie (FRA)            |       | 0       | 1     | 0     |         | 0     | 0     | 1       |       | 0           | 1           | 1           | 2      |
| 15.    | Rumunsko (ROU)           |       | 0       | 1     | 0     |         | 0     | 0     | 0       |       | 0           | 1           | 0           | 1      |
| 16.    | Norsko (NOR)             |       | 0       | 0     | 0     |         | 0     | 0     | 2       |       | 0           | 0           | 2           | 2      |
| 17.    | Španělsko (ESP)          |       | 0       | 0     | 0     |         | 0     | 0     | 1       |       | 0           | 0           | 1           | 1      |
| Celkem | Celkem                   |       | 16      | 16    | 16    |         | 16    | 16    | 17      |       | 32          | 32          | 33          | 97     |